# Diospilus ventralis
Diospilus ventralis är en stekelart som beskrevs av Sergey A. Belokobylskij 1997. Diospilus ventralis ingår i släktet Diospilus och familjen bracksteklar. Inga underarter finns listade i Catalogue of Life.